# Pretty Fly (for a White Guy)
Singles de The Offspring
I Choose
(1997) Why Don't You Get a Job?
(1999)
Pretty Fly (For a White Guy) (que l'on peut traduire par « Plutôt cool (pour un blanc) ») est un single du groupe californien The Offspring sorti en 1998 et tiré de leur album Americana. Il a rencontré un succès commercial important, en se classant notamment à la 53e place des charts américain, et à la 1re place des charts britanniques et australiens.

## Titres

### Pressage initial
1. Pretty Fly (for a White Guy) - 3:08
2. Pretty Fly (for a White Guy) (The Geek Mix) - 3:07
3. All I Want (Live) - 2:02

### Pressage alternatif
1. Pretty Fly (for a White Guy) - 3:08
2. Pretty Fly (for a White Guy) (The Geek Mix) - 3:07
3. No Brakes - 2:06

### Second pressage alternatif
1. Pretty Fly (for a White Guy) - 3:08
2. Pretty Fly (for a White Guy) (The Geek Mix) - 3:07
3. Pretty Fly (for a White Guy) (The Baka Boyz Low Rider Remix) - 3:03
4. All I Want (Live) - 2:02